# Rodolfo Margaria
Rodolfo Margaria (* 15. November 1901 in Châtillon (Aostatal); † 29. Januar 1983 Mailand) war ein italienischer international tätiger Physiologe, dessen Forschungen zum Laktatstoffwechsel, der maximalen Muskelkraft und dem Höhentraining die Grundlagen der heutigen angewandten Sportmedizin darstellen.

## Leben
Nach seinem Abitur in Aosta 1918 studierte er Medizin an der Universität Turin, wobei er vor allem bei Amedeo Herlitzka  und Ferdinando Micheli lernte. Nach der Promotion in Medizin (1924) konnte er als Assistent in der Physiologie bleiben, wo er sich 1928 in Physiologie habilitierte. Seine Schwerpunkte lagen in der experimentellen Physiologie des Menschen und in der Biochemie. Bei seinen ersten selbständigen Arbeiten kamen ihm seine Erfahrungen aus den Alpen entgegen, da er sich systematisch mit der verringerten Leistungsfähigkeit in der Höhe befasste. 1930 bekam er als junger aufstrebender Forscher ein Rockefeller-Stipendium und studierte unter dem Nobelpreisträger A.V. Hill in Cambridge (auf dessen Arbeiten er sich bezogen hatte) weiter. Von dort ging er als Stipendiat zu J. Barcroft und J.L. Henderson 1932–33 an die Harvard University, er arbeitete bei D.D. Van Slyke in New York und D.W. Bronk in Philadelphia, ehe er 1934 zu Otto Meyerhof in Heidelberg zum Kaiser Wilhelm Institut für medizinische Forschung ging. Damit hatte er bei allen wesentlichen Physiologen der Welt dieser Zeit assistiert bzw. studiert. Nach den Wanderjahren ließ er sich wieder in Italien nieder. Er erhielt einen Ruf auf die Professuren für Physiologie an der Universität Ferrara (1934), Universität Parma (1935), Universität Pavia (1935–37) und schließlich der Universität Mailand (1938–77), wo er mit Unterbrechungen blieb. 1938–1943 wurde er an die Höhenforschungsstelle des italienischen Luftfahrtministeriums nach Guidonia Montecelio abgeordnet. Er war im Nebenberuf der Direktor des Sportinstituts der Lombardei (Istituto superiore di educazione fisica della Lombardia) (1965–1977) und zudem 1948 und 1950 für je ein Studienjahr Gastprofessor an der Yale University.

## Wissenschaftliche Bedeutung
Margaria hat sich mit den Grenzen des menschlichen Stoffwechsels befasst. Zum einen wollte er wissen, zu welchen Maximalleistungen der Mensch fähig ist. U.a. geht der Margaria-Kalamen-Test auf ihn zurück. Dem alaktaziden und laktaziden anaeroben Stoffwechsel des Menschen in Bewegung, die Wiederverwertung der Milchsäure unter den verschiedenen Bedingungen galt sein besonderes Augenmerk. Viele der noch heute gebräuchlichen Theorien gehen auf ihn zurück. Mit seinen über 200 Forschungsarbeiten und seiner Fähigkeit in den verschiedenen Sprachen mit Forschern zusammenzuarbeiten stellte er auch zu Kriegszeiten eine wichtige Klammer der internationalen Forschung dar. Neben Arbeiten zur Höhenmedizin (später auch der Weltraummedizin) galt sein besonderes Interesse dem Sport, da hier Höchstleistungen unter standardisierten Bedingungen erreicht wurden.

## Ehrungen
Margaria war Mitglied der ehrwürdigen Accademia Nazionale dei Lincei, er gehörte dem Direktorium der International Union of Physiological Sciences an, war Fellow der International Academy of Astronautics, der Physiological Society, des Istituto lombardo di scienze e lettere, der Accademia delle scienze di Torino. Er war Präsident Società italiana di fisiologia, der Association des physiologistes de langue française, der Società italiana di biologia sperimentale. Er wurde mit dem Verdienstorden der Italienischen Republik für Physiologie und Pathologie ausgezeichnet  (1953) und erhielt die Medaille für Verdienste um die öffentliche Gesundheit (in Gold). Die Stadt Mailand hat eine Straße nach ihm benannt.

## Nachrufe
- V. Capraro, Commemorazione di R. M., in Atti dell’Acc. nazionale dei Lincei. Rendiconti, cl. di scienze fisiche, matematiche e naturali, s. 8, 65(1983), 405–426.
- D.B. Dill: R. M. The Physiologist, 26 (1983), 78–79.
- R. Goldsmith - P.E. di Prampero - P. Cerretelli:  Prof. R. M. 1901–1983: An appreciation. European Journal of applied physiology and occupational physiology, 51(1983),  1–2.
- V. Capraro: In memoria di R. M. Atti della XI Riunione primaverile della Soc. italiana di fisiologia, Firenze 1984, pp. 5–13.
- G. Rotondo: R. M. Riv. di medicina aeronautica e spaziale, 49(1984), 7–20.
- E. Meda:  Commemorazione di R. M., Atti dell’Acc. delle scienze di Torino, 120 (1986),  132–138.
- E. Agostoni: Ricordo di R. M. Pathos, 2(1995), 87–98.